# Poecilotraphera taeniata
Poecilotraphera taeniata är en tvåvingeart som först beskrevs av Macquart 1843.  Poecilotraphera taeniata ingår i släktet Poecilotraphera och familjen bredmunsflugor. Inga underarter finns listade i Catalogue of Life.